# Девід Колдвелл (тенісист)
Девід Колдвелл (англ. David Caldwell; нар. 13 червня 1974) — колишній американський тенісист.
Найвищу одиночну позицію світового рейтингу — 170 місце досяг 16 листопада 1998, парну — 346 місце — 5 серпня 1996 року.

## Фінали ATP Челленджер і ITF Ф'ючерс

### Одиночний розряд: 1 (0–1)
| Легенда              |
| -------------------- |
| ATP Челленджер (0–1) |
| ITF Ф'ючерс (0–0)    |

| Фінали за покриттям |
| ------------------- |
| Тверде (0–1)        |
| Ґрунт (0–0)         |
| Трава (0–0)         |
| Килим (0–0)         |

| Результат | В-П | Дата     | Турнір         | Рівень     | Покриття | Суперник      | Рахунок  |
| --------- | --- | -------- | -------------- | ---------- | -------- | ------------- | -------- |
| Поразка   | 0–1 | Лип 1998 | Гранбі, Канада | Челленджер | Тверде   | Судзукі Такао | 6–7, 3–6 |

### Парний розряд: 2 (0–2)
| Легенда              |
| -------------------- |
| ATP Челленджер (0–1) |
| ITF Ф'ючерс (0–1)    |

| Фінали за покриттям |
| ------------------- |
| Тверде (0–2)        |
| Ґрунт (0–0)         |
| Трава (0–0)         |
| Килим (0–0)         |

| Результат | В-П | Дата     | Турнір               | Рівень     | Покриття | Партнер       | Суперники                        | Рахунок  |
| --------- | --- | -------- | -------------------- | ---------- | -------- | ------------- | -------------------------------- | -------- |
| Поразка   | 0–1 | Лип 1997 | Аптос, США           | Челленджер | Тверде   | Адам Пітерсон | Себастьєн Лебланк Жоселін Робішо | 6–7, 4–6 |
| Поразка   | 0–2 | Бер 1998 | Філіппіни F2, Маніла | Ф'ючерс    | Тверде   | Кріс Тонц     | Чжижун Чжень Лі Хьон Тхек        | 1–6, 4–6 |

## Часовий графік результатів
| W | Ф | ПФ | ЧФ | #Р | КТ | К# | DNQ | A | NH |

### Одиночний розряд
| Турніри Великого шлему                 |     |     |     |     |       |     |    |
| Відкритий чемпіонат Австралії з тенісу |     | 1р  | К3р | 1р  | 0 / 2 | 0–2 | 0% |
| Відкритий чемпіонат Франції з тенісу   |     |     |     | К1р | 0 / 0 | 0–0 | –  |
| Вімблдонський турнір                   |     |     |     |     | 0 / 0 | 0–0 | –  |
| Відкритий чемпіонат США з тенісу       | 1р  | К1р | К1р | К1р | 0 / 1 | 0–1 | 0% |
| В-П                                    | 0–1 | 0–1 | 0–0 | 0–1 | 0 / 3 | 0–3 | 0% |
| Тур ATP Мастерс 1000                   |     |     |     |     |       |     |    |
| Відкритий чемпіонат Маямі з тенісу     |     |     |     | 1р  | 0 / 1 | 0–1 | 0% |
| Мастерс Канада                         | К2р |     |     | К2р | 0 / 0 | 0–0 | –  |
| Мастерс Цинциннаті                     |     | К2р |     |     | 0 / 0 | 0–0 | –  |
| В-П                                    | 0–0 | 0–0 | 0–0 | 0–1 | 0 / 1 | 0–1 | 0% |